# Young Chasers
Young Chasers è il primo album in studio del gruppo musicale britannico Circa Waves, pubblicato nel 2015.

## Tracce
1. Get Away – 3:22
2. T-Shirt Weather – 3:12
3. Fossils – 2:48
4. Lost It – 3:08
5. My Love – 3:19
6. Deserve This – 3:15
7. Young Chasers – 2:10
8. Good For Me – 2:31
9. Stuck In My Teeth – 3:07
10. Best Years – 2:53
11. The Luck Has Gone – 2:44
12. So Long – 3:42
13. Talking Out Loud – 3:21
14. 100 Strangers – 2:21